# Idaea inquinata
Idaea inquinata là một loài bướm đêm thuộc họ Geometridae. Nó được tìm thấy ở châu Âu.
Loài này có sải cánh dài 16–19 mm. Chiều dài cánh trước là 8–10 mm. Con trưởng thành bay vào ban đêm từ tháng 6 đến tháng 7  ở Anh. 

## Hình ảnh

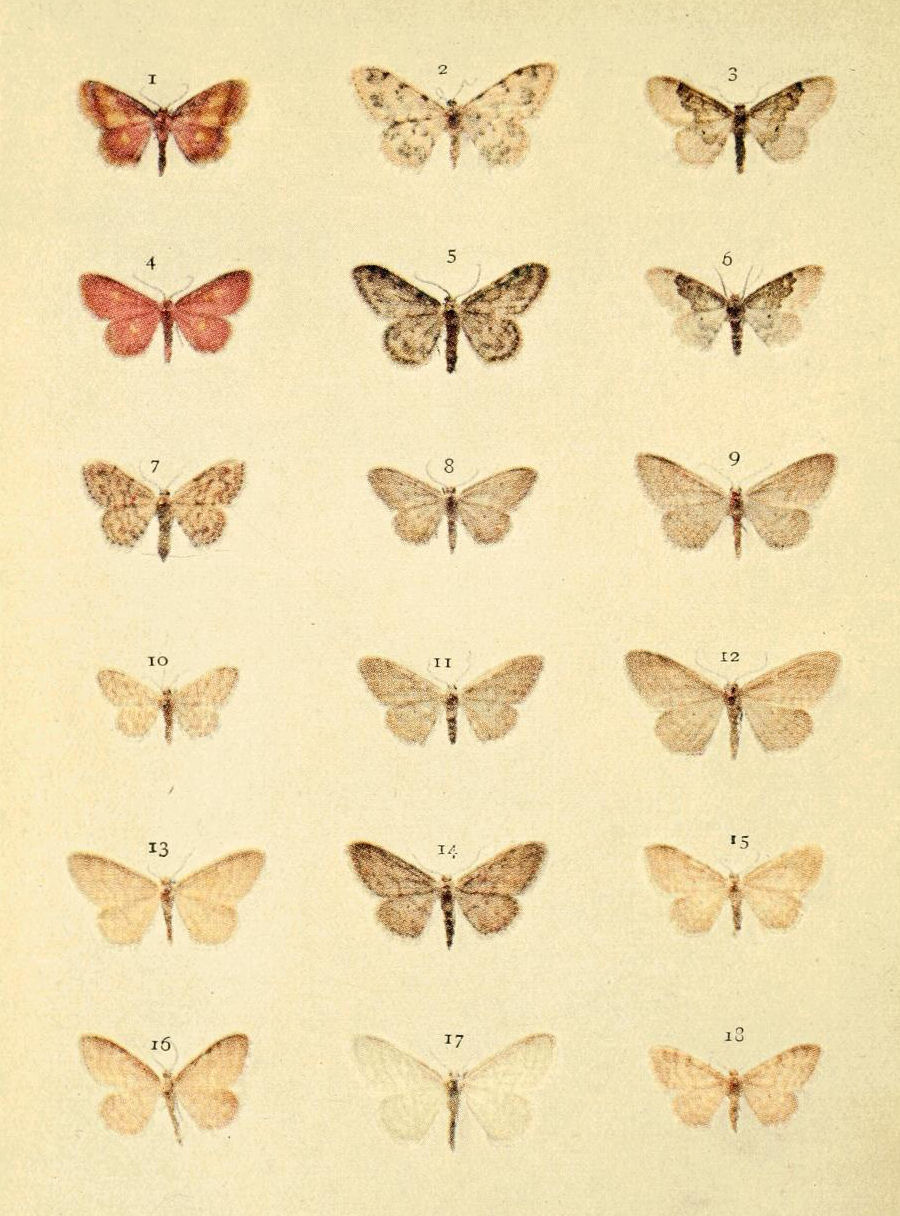